# Schizanthus grahamii
Schizanthus grahamii là loài thực vật có hoa trong họ Cà. Loài này được Gill. ex Hooker miêu tả khoa học đầu tiên.